# 昴 (弘前市)
昴（すばる）は、青森県弘前市の大字で、旧中津軽郡相馬村の大字。郵便番号は036-1506。

## 地理
湯口の安田市営住宅裏手に位置する住宅地、平成に入ってから湯口から独立したものと思われる。北から南にかけて湯口、西は黒滝に接する。

## 世帯数と人口
2017年（平成29年）6月1日現在の世帯数と人口は以下の通りである。
| 大字 | 世帯数  | 人口  |
| ---- | ------- | ----- |
| 昴   | 115世帯 | 308人 |

## 施設

### 公共
- すばる103集会所

## 小・中学校の学区
市立小・中学校に通う場合、学区は以下の通りとなる。
| 大字 | 番・番地 | 小学校             | 中学校             |
| ---- | -------- | ------------------ | ------------------ |
| 昴   | 全域     | 弘前市立相馬小学校 | 弘前市立相馬中学校 |

## 交通
- 弘南バス

野崎入口（弘前バスターミナル - 相馬・藍内・水木在家・ロマントピア線）停留所。